# Magyarkiskapus
Magyarkiskapus (románul Căpușu Mic, németül Klein Thoren) falu Romániában Kolozs megyében.

## Fekvése
Kolozsvártól 25 km-re nyugatra fekszik, Magyarkapushoz tartozik, 
melytől 3 km-re nyugatra van.

## Története
Nevét 1219-ben említik először.
A református templom a 13. században épült, később gótikus stílusban alakították át. Kazettás mennyezete az 1740-es években készült. Mai formáját az 1931-es felújításkor nyerte el. 1910-ben 1250 többségben magyar lakosa volt, jelentős román 
kisebbséggel. A trianoni békeszerződésig Kolozs vármegye Gyalui járásához tartozott.